# 硬苞风毛菊
硬苞风毛菊（学名：Saussurea coriolepis）为菊科风毛菊属下的一个种。

## 扩展阅读
- 維基物種上的相關：硬苞风毛菊